# Anastasiya Harelik
Anastasiya Harelik est une joueuse de volley-ball biélorusse née le 20 mars 1991 à Minsk. Elle mesure 1,85 m et joue au poste de réceptionneuse-attaquante. 

## Clubs
| Club                     | De        | À         |
| ------------------------ | --------- | --------- |
| Slavyanka Minsk          | 2005-2006 | 2005-2006 |
| Atlant Baranovitchi      | 2006-2007 | 2006-2007 |
| Minchanka Minsk          | 2007-2008 | 2012-2013 |
| Khimik Youjne            | 2013-2014 | 2013-2014 |
| CS Ştiinţa Bacău         | 2014-2015 | 2014-2015 |
| Volalto Caserta          | 2015-2016 | 2015-2016 |
| JVK Ienisseï Krasnoïarsk | 2016-2017 | 2016-2017 |
| Ouralotchka NTMK         | 2017-2018 | 2018-2019 |
| Leningradka              | 2019-2020 | …         |

## Palmarès
- Championnat de Biélorussie
  - Vainqueur : 2010.
  - Finaliste : 2007, 2009, 2011.
- Coupe de Biélorussie
  - Finaliste : 2010.
- Championnat d'Ukraine
  - Vainqueur : 2014.
- Coupe d'Ukraine
  - Vainqueur : 2014.
- Coupe de Roumanie
  - Vainqueur : 2015.